# Dell'unità della lingua e dei mezzi di diffonderla
Dell'unità della lingua e dei mezzi di diffonderla è una relazione scritta da Alessandro Manzoni nel 1868, sei anni dopo aver ricevuto l'incarico di far parte della Commissione per l'unificazione della lingua e indirizzata al ministro della pubblica istruzione Emilio Broglio.

## Contenuto e dibattito
Si tratta di un saggio linguistico che affronta il problema della diffusione dell'italiano nel nuovo Regno d'Italia, propugnando un idioma unico identificato nel fiorentino.
Nel corso dei dibattiti svoltisi nel Senato del Regno nel 1868 risuonarono le teorie manzoniane sulla lingua italiana, con interventi che evidenziavano come esse "suscitassero opinioni controverse tra gli studiosi".